# Юлий Павел
Юлий Павел (на латински: Julius Paulus; на гръцки: ο Ιούλιος Παύλος) е един от най-известните древноримски юристи. Живее през III век (годините на раждането и смъртта му са неизвестни). Често се споменава само по второто си име — Павел. Понякога с уважителното прозвище Prudentissimus (на латински: prudentia – предвиждане, мъдрост, благоразумие).

## Биография
За живота му са съхранени много малко сведения. Известно е, че Павел е бил префект на преторианската гвардия (на латински: praefectus praetorio) при римския император Александър Север.

## Творби
Павел е написал много трудове по различни въпроси на правото (около 86 съчинения, 300 книги), които се отличават с точност на юридическия анализ и екциклопедичен обхват на целия предшестващ правен материал.
Най-крупните съчинения на Павел са:
- Коментари към преторския едикт (на латински: Ad edictum) (в 80 книги)
- Трактат за гражданските права (на латински: Ad Sabinum) (в 16 книги).

През 426 г. по указ на император Валентиниан III в Западната Римска империя на трудовете на Павел е придадена задължителна юридическа сила. Те започват да имат силата на закон. След време, извлечения от неговата работа съставят около 1/6 част от „Дигести“те .